# Rudolf Anatol von Petz
Rudolf Emmerich Anton Anatol Petz (bis 1919 Freiherr von Petz; * 28. Jänner 1887 in Pula; † 18. April 1961 in Wien) war ein österreichischer Journalist und Verleger.

## Leben
Petz war der Enkel des Vizeadmirals Anton Freiherr von Petz (1819–1885). Er wurde am 28. Jänner 1887 im k.u.k. Kriegshafen Pula als Sohn von Anton Josef Emmerich Maria Freiherr von Petz und Elisabeth von Petz, geb. Narischkin geboren. Petz hatte zwei Schwestern und einen Bruder.
Nach dem Ende der Monarchie in Österreich-Ungarn wurde vom Parlament der Republik Deutschösterreich am 3. April 1919 die Aufhebung des Adels beschlossen. Infolge dieses Adelsaufhebungsgesetzes verloren auch die in Österreich lebenden Mitglieder der Freiherrn von Petz das Recht zum Gebrauch ihrer Titel.
Am 27. Juli 1939 heiratete Petz Edith Nidl, die Mutter von Freddy Quinn, den er adoptierte. Die Ehe wurde am 12. Juni 1952 geschieden.  
Petz starb am 18. April 1961 in Wien.

## Verleger und Herausgeber
Petz war Eigentümer, Herausgeber und Verleger der Wiener Tierpost, einer österreichischen Tierschutzzeitung. Zudem gab er Die Glocke heraus, eine Jugendzeitschrift für Tier- und Naturschutz. Freddy Quinn gab in einem späteren Interview an, dass seine Mutter Autorin und Herausgeberin der Zeitschriften gewesen sei. Petz selber hätte somit nur als männlicher Namensgeber fungiert und seine Tiergedichte über die Zeitschrift veröffentlicht.

## Veröffentlichungen (Auswahl)
- Tiere um mich, Bulla, Berlin 1935.
- Hundeaugen in Wiener Tierpost, 1935.